# Wii Classic Controller

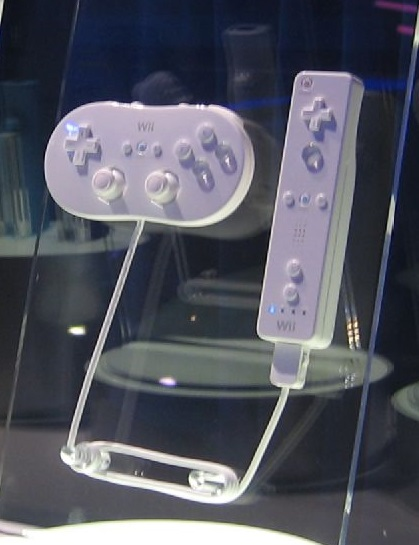
Wii Remote (rechts) mit angeschlossenem Wii Classic Controller (links)

Der Wii Classic Controller (auch Classic Controller genannt) ist ein Gamepad, das von Nintendo hergestellt und am 19. November 2006 für den Einsatz in Verbindung mit der Spielkonsole Wii veröffentlicht wurde. Er dient als alternative Steuerungsoption zum Nunchuk und wird wie dieser an die Wii Remote angeschlossen. Er ist der Nachfolger des Nintendo-GameCube-Controller und der Vorgänger des Wii U GamePad bzw. des Wii U Pro Controller. 2009 kam mit dem Wii Classic Controller Pro ein Upgrade des Wii Classic Controller auf den Markt. 2014 verkündete Nintendo, die Produktion des Wii Classic Controller und des Wii Classic Controller Pro einzustellen. Eine Besonderheit des Controller ist, dass die Buchstaben auf den Tasten Nintendo-untypisch klein statt groß geschrieben sind. 

## Wii Classic Controller Pro

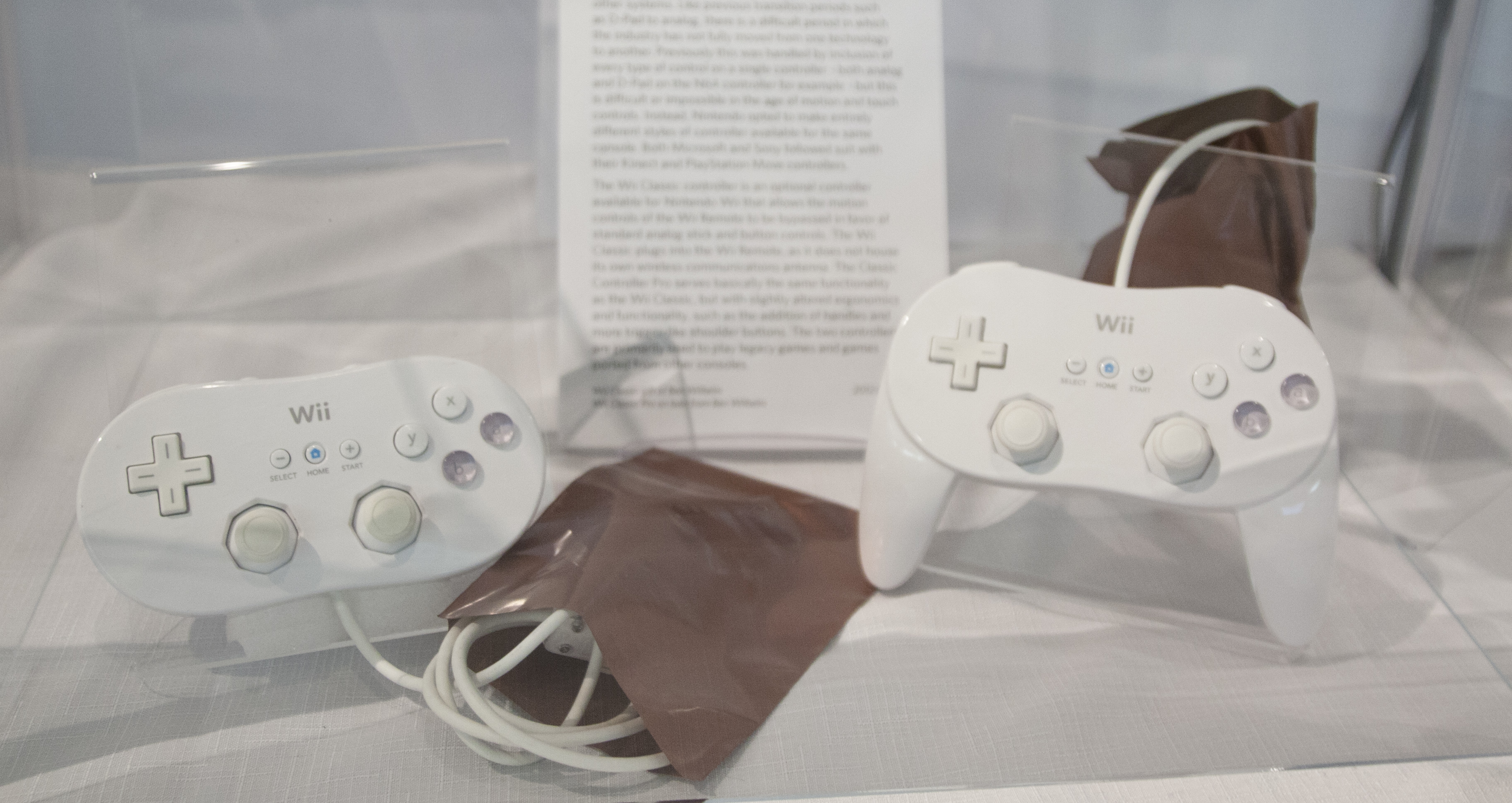
Wii Classic Controller und Wii Classic Controller Pro

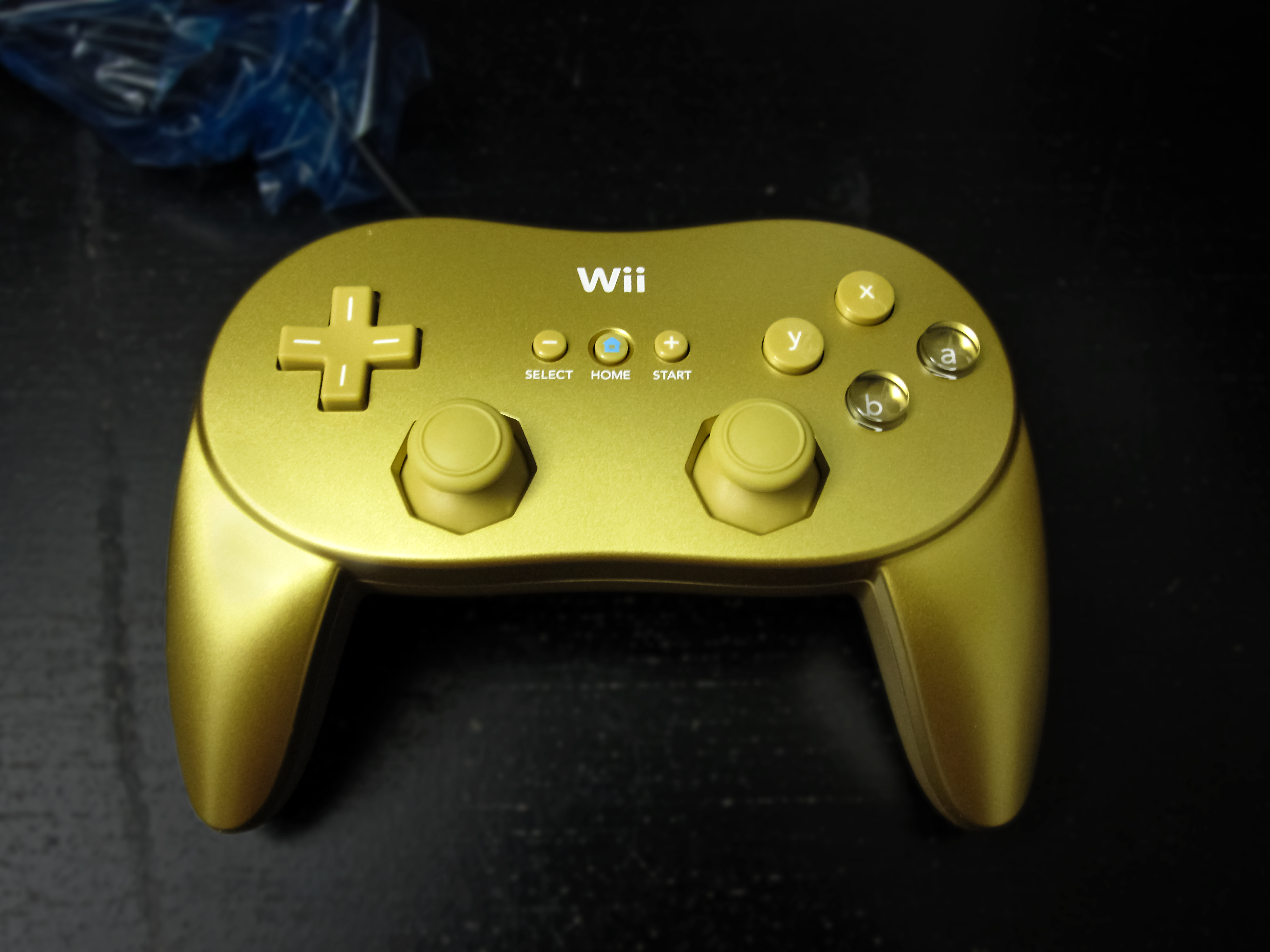
GoldenEye 007 Classic Edition des Wii Classic Controller Pro

Anfang 2009 kündigte Nintendo den Wii Classic Controller Pro (auch Classic Controller Pro genannt) an, der mit Ausnahme der Schultertasten, bei denen es sich nun um vertikal und nicht mehr horizontal angeordnete digitale auslöserförmige Tasten handelt, dieselben Funktionen wie der ursprüngliche Classic Controller hat. Anstelle eines SNES-Controllers ähnelt dieser nun eher einem GameCube-Controller, der insgesamt fast identisch mit dem DualShock-2-Controller ist. Zu den physischen Änderungen zählen die ZL- und ZR-Tasten, die jetzt Vollschultertasten sind, die zusätzlichen Griffe unter dem Controller für mehr Komfort und eine höhere Stabilität und die Analogsticks, die einen größeren Abstand als das Original haben. Das Kabel befindet sich nun oben am Controller und nicht mehr unten, und der unter dem Originalmodell befindliche, federbelastete Befestigungsschlitz wurde entfernt. Die Pro-Version wurde erstmals im August 2009 in weißer und schwarzer Version in Japan veröffentlicht. Es wurde anschließend im November 2009 und im April 2010 in Europa und Nordamerika veröffentlicht (in Europa jedoch nur in schwarz). Die schwarze Version ist zusammen mit dem Spiel Monster Hunter Tri, Pro Evolution Soccer 2010 und SD Gundam Gashapon Wars erhältlich. Zusätzlich zu den Standardfarben war in Japan eine schwarze Version mit goldfarbener Grafik auf dem Gesicht im Bundle mit Samurai Warriors 3 erhältlich. Eine vollständig goldfarbene Version ist in der GoldenEye 007 Classic Edition im Bundle mit dem Spiel GoldenEye 007 erhältlich. Eine rote Version wurde mit limitierten Exemplaren von Xenoblade Chronicles exklusiv in Europa verkauft und später eventuell auch separat veröffentlicht.
Die L- und R-Schultertasten sind außerdem nicht mehr analog wie es noch beim Classic Controller der Fall war, sondern digital.